# Juri Knorr
Juri Knorr (* 9. Mai 2000 in Flensburg) ist ein deutscher Handballspieler. Er spielt seit der Saison 2025/26 bei Aalborg Håndbold in der dänischen Håndboldligaen und seit Oktober 2020 in der deutschen Nationalmannschaft.

## Karriere

### Im Verein
Juri Knorr begann das Handballspielen beim VfL Bad Schwartau. Später schloss er sich dem MTV Lübeck an. Zusätzlich spielte er bis zum Jahre 2015 Fußball beim VfL Bad Schwartau, beim VfB Lübeck sowie beim Hamburger SV.
Knorr kehrte im Jahr 2016 zum VfL Bad Schwartau zurück, bei dem er in der A-Jugend-Bundesliga auflief. Im Jahre 2017 verließ Knorr im Alter von 17 Jahren den VfL und schloss sich dem Herren-Oberligisten HSG Ostsee N/G an, der von seinem Vater Thomas Knorr trainiert wurde. Mit der HSG Ostsee stieg er 2018 in die 3. Liga auf. Anschließend wechselte Knorr zum FC Barcelona, bei dem er für die 2. Mannschaft in der zweithöchsten spanischen Spielklasse auflief. Am 4. Dezember 2018 gab Knorr am 13. Spieltag der Liga Asobal sein Debüt in der Profimannschaft des FC Barcelona gegen SD Teucro. Am 1. Februar 2019 erzielte er in einem Ligaspiel gegen BM Alcobendas seine ersten beiden Treffer im Profibereich. Mit Barcelona gewann er 2019 die spanische Meisterschaft. Knorr bestritt insgesamt sechs Spiele in der Liga Asobal, in denen er sechs Treffer erzielte.
Knorr stand von 2019 bis 2021 beim deutschen Bundesligisten GWD Minden unter Vertrag. In diesem Zeitraum erzielte Knorr 206 Treffer in 52 Bundesligapartien. Seinen Durchbruch konnte er insbesondere in der zweiten seiner beiden Spielzeiten in Minden verbuchen, als er zum Leistungsträger der Mannschaft wurde und mit Minden knapp die Klasse halten konnte. Ab der Saison 2021/22 spielte er bei den Rhein-Neckar Löwen. Mit den Rhein-Neckar Löwen gewann er 2023 den DHB-Pokal. Nachdem Knorr im Final Four zehn Treffer im Halbfinale gegen die SG Flensburg-Handewitt und sechs Treffer gegen den Finalgegner SC Magdeburg erzielt hatte, wurde er zum „Spieler des Turniers“ gekürt. In der Bundesliga-Saison 2022/23 belegte er mit 213 Toren den zweiten Platz in der Torschützenliste. Mit seinen zusätzlichen 126 Assists war er wie schon bei der WM 2023 der Top-Scorer der Bundesligasaison vor Julian Köster (140 Tore und 157 Assists).
Aufgrund einer Ausstiegsklausel in seinem bis 2026 laufenden Vertrag verließ Knorr im Sommer 2025 die Rhein-Neckar Löwen und schloss sich dem dänischen Meister Aalborg Håndbold an.

### In Auswahlmannschaften
Knorr lief anfangs für die schleswig-holsteinische Landesauswahl auf. Mit dieser Auswahlmannschaft belegte er den dritten Platz beim Länderpokal 2016 und wurde im Rahmen der Veranstaltung in das All-Star-Team berufen.
Auf Basis dieser Sichtung wurde er in den Kader der deutschen U17-Nationalmannschaft berufen. Bei den traditionellen Länderspielen gegen Frankreich im Rahmen des DFJW absolvierte er am 7. Juli 2016 sein erstes Länderspiel. Die erste Turnierteilnahme vom 15. bis 22. Januar 2017 an den 14. Mediterranean Handball Championships in Frankreich schloss die U17-Mannschaft mit Knorr nach sieben Siegen gleich mit dem ersten Titelgewinn ab. Als höchstwertiges Turnier der U17 Nationalmannschaften gilt das Europäische Olympische Jugendfestival EYOF, welches vom 24. bis 29. Juli 2017 in Győr (Ungarn) von der deutschen U17-Nationalmannschaft mit dem Gewinn der Goldmedaille erfolgreich abgeschlossen wurde. Insgesamt hatte Juri Knorr in der Saison 2016/17 an 15 Länderspielen teilgenommen, welche alle gewonnen wurden und zu denen Knorr 59 Treffer beitrug.
Noch während dieser U17-Saison absolvierte Juri Knorr mit sechs Toren seinen ersten frühzeitigen Einsatz in der U18-Nationalmannschaft beim Tag des Handballs am 19. März 2017. Nach dem zweiten Platz beim traditionellen Merzig-Cup vom 27. bis 29. Dezember 2017 gelang auch in der U18 der erste Erfolg beim internationalen Turnier in Bosnien und Herzegowina vom 29. März bis 4. April 2018. Juri Knorr erhielt hier erstmals die Auszeichnung als bester Spieler eines Turniers. Nach einem weiteren Sieg beim Vorbereitungsturnier Nations-Cup in Lübeck folgte als Highlight der Saison die U18-Europameisterschaft 2018 in Kroatien vom 9. bis 19. August. Einer erfolgreichen Vorrunde folgten zwei Niederlagen in der Hauptrunde gegen die späteren Finalisten Schweden und Island. Deutschland beendete diese EM auf dem sechsten Platz und Juri Knorr wurde als einziger deutscher Spieler in das All-Star-Team gewählt.
Die Länderspielsaison 2018/19 startete für die U19-Nationalmannschaft mit einem Sieg beim traditionellen Merzig-Cup. Nach der Teilnahme an den Vorbereitungslehrgängen sagte Juri Knorr die Teilnahme an der U19-Weltmeisterschaft 2019 in Nordmazedonien ab, da er ansonsten die gesamte Vorbereitungsphase seines neuen Vereins GWD Minden verpasst hätte. Die Bilanz in den U18-/U19-Teams aus der Sicht von Knorr waren 24 Siege in 30 Spielen mit 124 Toren.
Bei den ersten Maßnahmen der U20-Nationalmannschaft und dem Vierländer-Turnier im Januar 2020 wurde er nicht berücksichtigt. Im Februar 2020 hat er dann zwar noch an Lehrgängen der U20 teilgenommen, aber nach dem Ausbruch der Corona-Pandemie in Deutschland absolvierte diese Mannschaft keine weiteren Länderspiele im Jahr 2020 und Juri Knorr wechselte bereits in die A-Nationalmannschaft.
Nachdem Knorr im März 2020 zu einem Lehrgang der deutschen Nationalmannschaft eingeladen worden war, berief ihn Bundestrainer Alfreð Gíslason im Oktober 2020 in den Nationalmannschaftskader für die Länderspiele gegen Bosnien-Herzegowina und Estland im Rahmen der Qualifikation für die Europameisterschaft 2022. Am 5. November 2020 debütierte er gegen Bosnien-Herzegowina. Mit dem deutschen Team spielte er bei der Weltmeisterschaft 2021 und nahm im gleichen Jahr an den Olympischen Spielen in Tokio teil. Er stand im erweiterten Kader der deutschen Nationalmannschaft für die Europameisterschaft 2022, durfte aber wegen seines Impfstatus aufgrund der für die Spieler geltenden 2G+-Regelung dort nicht antreten.
Bei der Weltmeisterschaft 2023 erreichte er mit der deutschen Nationalmannschaft den fünften Platz, wobei er aufgrund folgender Fakten zu den Leistungsträgern zählte:
- 53 Tore, Platz 3 in der WM-Torschützen-Liste, bester deutscher Torschütze
- 23 (von 25) 7-m-Tore, Quote 92 %
- 52 Vorlagen, Platz 1 in der Liste der besten Vorlagengeber
- 105 Scorer-Punkte, Platz 1 in der Top-Scorer-Statistik
- All-Star-Team: bester junger Spieler

Im Januar 2024 belegte Juri Knorr mit der deutschen Nationalmannschaft bei der Heim-Europameisterschaft in Deutschland den vierten Platz. Knorr wurde erneut in das All-Star-Team gewählt, dieses Mal als bester Spieler auf Rückraum Mitte und belegte in der Torschützen-Liste als bester deutscher Spieler den dritten Platz mit 50 Treffern. Bei den Olympischen Spielen 2024 in Paris gewann er mit der deutschen Nationalmannschaft die Silbermedaille. Knorr erzielte 33 Tore (Platz 10 in der Torschützenliste), war mit 38 Assists zweitbester Vorlagengeber und wurde als bester Spieler auf Rückraum Mitte in das All-Star-Team gewählt. Dafür wurden er und sein Team am 4. November 2024 vom Bundespräsidenten Frank-Walter Steinmeier mit dem Silbernen Lorbeerblatt ausgezeichnet. Bei der Weltmeisterschaft 2025 scheiterte die DHB-Auswahl im Viertelfinale und beendete das Turnier auf Rang 6.

## Bisherige Erfolge und Auszeichnungen
- 2016: All-Star Team Länderpokal 2016
- 2017: Goldmedaille beim EYOF
- 2018: „bester Spieler“ beim internationalen Turnier in Bosnien und Herzegowina
- 2018: All-Star Team bei der U18-Europameisterschaft 2018
- 2019: Spanischer Meister mit dem FC Barcelona
- 2023: All-Star Team bei der Weltmeisterschaft
- 2023: German Handball Award[39]
- 2023: DHB-Pokal-Sieger mit den Rhein-Neckar Löwen und Auszeichnung als „Spieler des Final4-Turniers“
- 2024: All-Star Team bei der Europameisterschaft[40]
- 2024: Silbermedaille und All-Star Team bei den Olympischen Spielen mit der deutschen Nationalmannschaft

## Saisonbilanzen
| Saison  | Verein             | Spielklasse           | Spiele | Tore | 7-Meter | Feldtore |
| ------- | ------------------ | --------------------- | ------ | ---- | ------- | -------- |
| 2018/19 | FC Barcelona       | Liga Asobal (Spanien) | 6      | 6    | 0       | 6        |
| 2019/20 | GWD Minden         | Bundesliga            | 17     | 45   | 0       | 45       |
| 2020/21 | GWD Minden         | Bundesliga            | 35     | 161  | 31      | 130      |
| 2021/22 | Rhein-Neckar Löwen | Bundesliga            | 34     | 87   | 12      | 75       |
| 2022/23 | Rhein-Neckar Löwen | Bundesliga            | 34     | 213  | 83      | 130      |
| 2023/24 | Rhein-Neckar Löwen | Bundesliga            | 30     | 149  | 22      | 127      |
| 2024/25 | Rhein-Neckar Löwen | Bundesliga            | 27     | 120  | 15      | 105      |
| 2019–25 |                    | gesamt Bundesliga     | 177    | 775  | 163     | 612      |

## Privates
Knorrs Vater, Thomas Knorr, war ebenfalls Handballspieler.